# 七晷區

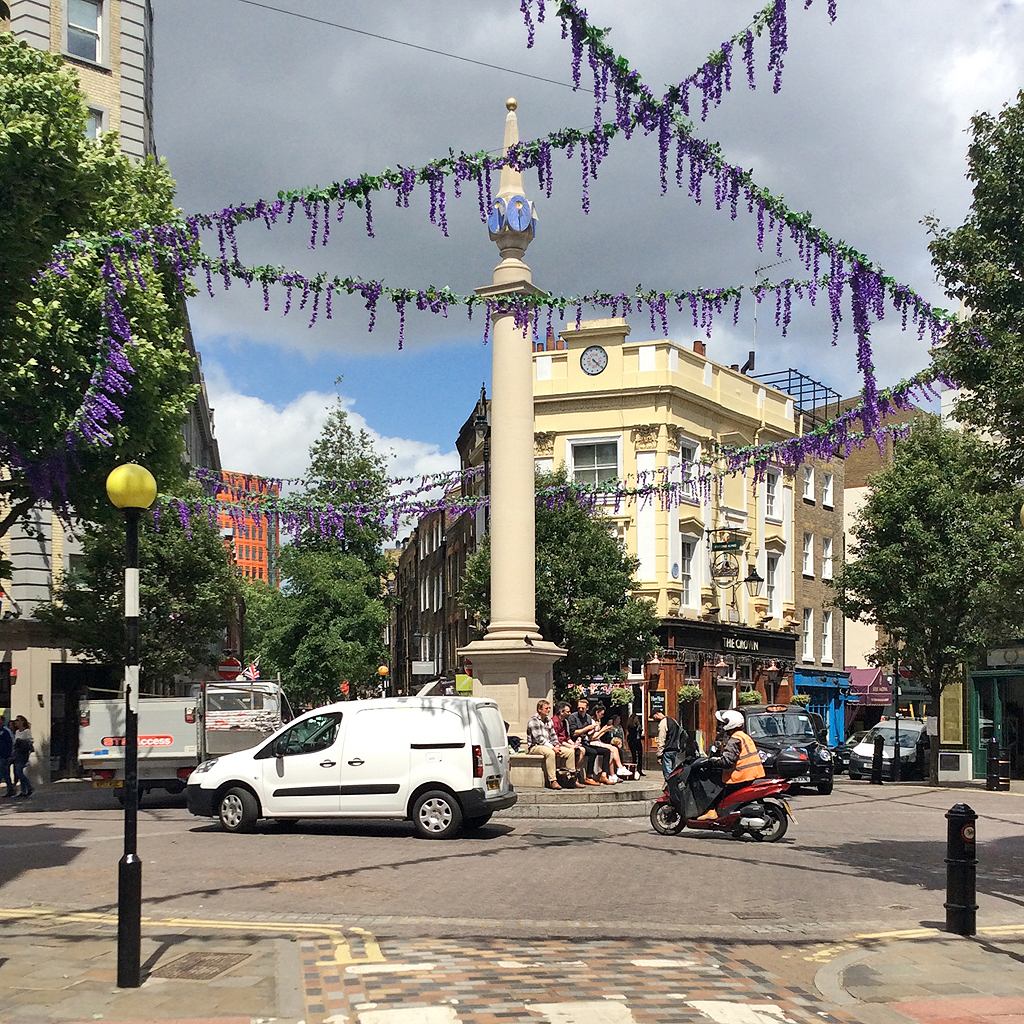
七晷區路口

七晷區（英語：Seven Dials）是英國倫敦的一個路口，位於卡姆登區，靠近倫敦西區的科芬園。該路口得名於有七條街道在此交匯，路口中心的紀念柱上有六個日晷（這一柱子修建時這裡是六條道路的路口，後增建一條）。七晷區也可以指這個路口附近的地區。路口中央的紀念碑始建於1693年至1694年。

## 外部連結
- Commercial guide to the Seven Dials shopping area （页面存档备份，存于）
- The Seven Dials Trust （页面存档备份，存于） 51°30′49.5″N 0°07′37.3″W / 51.513750°N 0.127028°W